# Lovelines
Lovelines è un album in studio del duo musicale-canoro statunitense The Carpenters, pubblicato nel 1989. 
Richard Carpenter, nell'occasione, ha deciso di pubblicare l'album a nome Carpenters e ha inserito anche brani cantati dalla sorella Karen Carpenter, deceduta qualche anno prima.

## Tracce
1. Lovelines (Rod Temperton) – 4:28
2. Where Do I Go from Here? (Parker McGee) – 4:24
3. The Uninvited Guest (Buddy Kaye, Jeffrey M. Tweel) – 4:24
4. If We Try (Temperton) – 3:42
5. When I Fall in Love (Edward Heyman, Victor Young) – 3:08
6. Kiss Me the Way You Did Last Night (Margaret Dorn, Lynda Lee Lawley) – 4:03
7. Remember When Lovin' Took All Night (John Farrar, Molly-Ann Leiken) – 3:47
8. You're the One (Steve Ferguson) – 4:13
9. Honolulu City Lights (Keola Beamer) – 3:19
10. Slow Dance (Philip Margo, Mitchell Margo) – 3:35
11. If I Had You (Richard Carpenter, Steve Dorff, Gary Harju, Larry Herbstritt) – 3:57
12. Little Girl Blue (Lorenz Hart, Richard Rodgers) – 3:24